# Trigonobalanus
Trigonobalanus é um género botânico pertencente à família Fagaceae.

## Espécies
- Trigonobalanus doichangensis
- Trigonobalanus excelsa
- Trigonobalanus verticillata